# 瓦氏紋唇魚
瓦氏紋唇魚（学名：Osteochilus waandersii）是輻鰭魚綱鯉形目鯉科紋唇魚屬的其中一個種，分布於亞洲泰國至印尼，體長可達20.5公分，棲息在砂石底質的溪流。